# Lokomotiva 498.1
Lokomotiva 498.1 přezdívaná Albatros jednička nebo jedničkový albatros je pokračováním úspěšných albatrosů řady 498.0. Pro potřeby vzrůstající dopravy vyrobily Škodovy závody v Plzni pro Československé státní dráhy v roce 1954 15 kusů těchto lokomotiv. Za účelem zvýšení výkonu byl dosazen nový kotel z nákladních lokomotiv řady 556.0 a použity další moderní prvky – měly valivá ložiska na dvojkolích i ojnicích, nový typ ventilového regulátoru, mechanický přikladač uhlí a řadu dalších zlepšení. Díky těmto doplňkům a technickým řešením lokomotiva řady 498.1 představuje jeden z vrcholů československé produkce parních lokomotiv.
Od počátku provozu byly lokomotivy využívány především na nejtěžších rychlících na hlavní trati Praha – Bratislava, do jejich elektrifikace také Bratislava – Košice či Žilina – Bohumín. Právě nástup nové elektrické a také motorové trakce způsobil od konce 60. let postupný útlum provozu i řady 498.1, která se tak dostala i do Plzně s určením pro pražskou trať. Zde lokomotivy sloužily až do roku 1975, zatímco na Slovensku byly vyřazeny již o dva roky dříve. Zcela poslední lokomotiva 498.103 byla nasazována v Domažlicích až do podzimu roku 1976.
Stroj 498.106 je držitelem oficiálně platného rychlostního rekordu československých parních lokomotiv, jehož dosáhl na zkušebním okruhu v Cerhenicích dne 27. srpna 1964 hodnotou 162 km/h. Tato lokomotiva byla zachována a v současné době je deponována v depozitáři Národního technického muzea v Chomutově. Další lokomotiva 498.104 je provozuschopná v majetku Múzejno-dokumentačného centra ŽSR a v péči Albatros klubu v Bratislavě.

## Historie

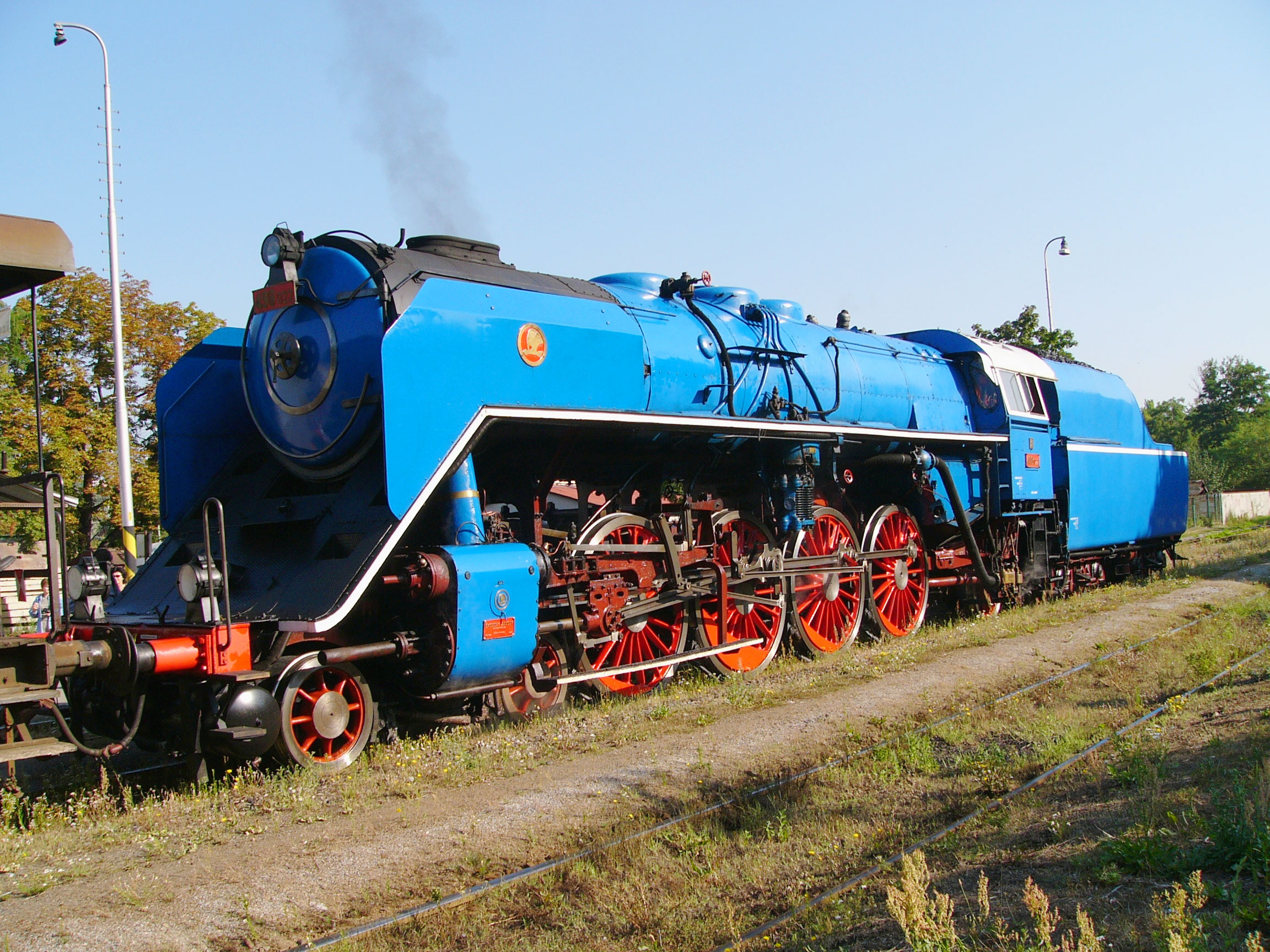
Lokomotiva řady 498.0

### Poválečný stav
Po 2. světové válce byl především park lokomotiv pro rychlou osobní dopravu u ČSD zastaralý a pro spolehlivé zajištění provozu málo početný. Nejkritičtější nedostatek strojů byl vyřešen objednávkou řady 498.0, která byla vyrobena v roce 1947 a v počtu 40 kusů doplnila předválečné řady 387.0 a 486.0 (a také 399.0 původně určené pro litevské dráhy). V době výroby šlo o nejvýkonnější rychlíkové lokomotivy v Československu, pro nejtěžší vlaky však díky stále se zvyšujícím zátěžím nestačily. Už krátce po jejich vyrobení tak začaly ČSD uvažovat o dodávce dalších lokomotiv s ještě vyšším výkonem a moderními prvky. Také se začala opožďovat plánovaná elektrifikace důležitých hlavních tratí, nedostatek lokomotiv byl proto čím dál naléhavější.

### Objednávka a čekání na výrobu

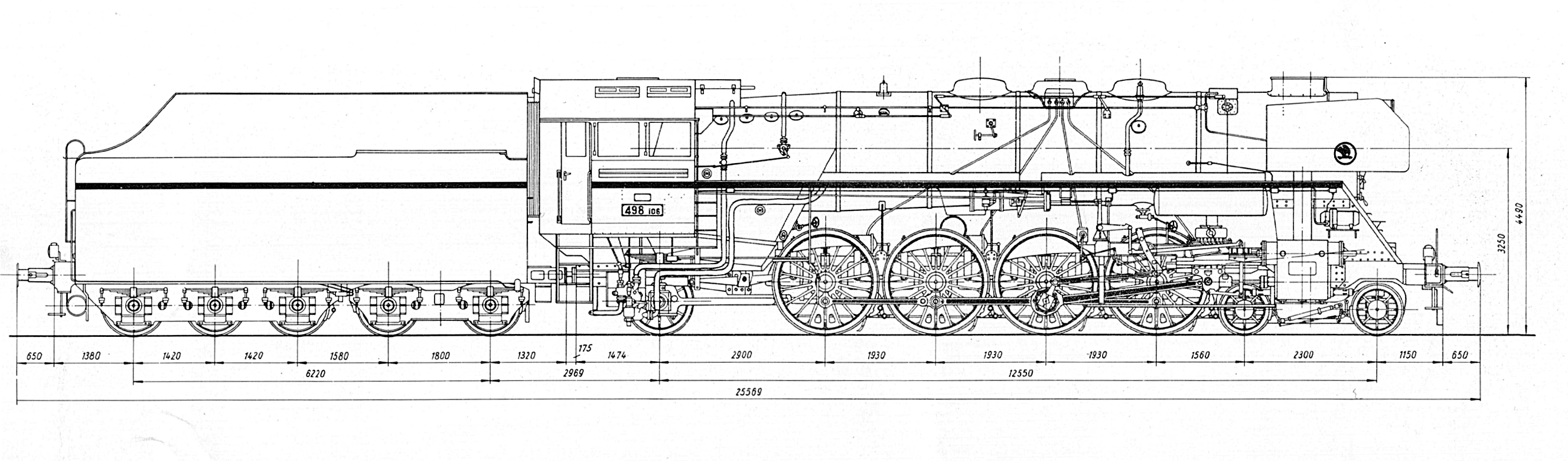
Typový výkres

Po zpracování požadovaných technických parametrů zadaly ČSD ve Škodovce objednávkou č. 52538/45-521 dne 5. prosince 1949 výrobu 15 lokomotiv, vycházejících z řady 498.0 a disponujících vyšším výkonem pro vozbu těžkých rychlíků a expresů. Přestože v plzeňském závodě mezitím započaly konstrukční práce, přehodnotily železnice ještě své nároky a na základě dodatku k objednávce, podaného v prosinci 1950, požadovaly novější typ kotle a další vylepšení. Počítalo se s označením nových lokomotiv čísly 498.041–055, navazujícími na dříve dodané stroje.
V původní objednávce se počítalo s dodáním lokomotiv v roce 1952, po změně priorit však dostala přednost výroba nákladních lokomotiv řady 556.0 (jedním z důvodů bylo také zajištění přepravy armády) a termín dodání nových strojů pro rychlíkovou dopravu se neustále odsouval. Konstrukce lokomotivy byla proto znovu přepracována a řešena s pomocí výkonného kotle použitého právě z řady 556.0.

### Výroba, zavádění do provozu
Dráhy se dočkaly teprve v roce 1954, kdy byla zahájena výroba lokomotiv již pod změněným označením novou řadou 498.1. Opět byla použita modrobílá barevná kombinace s červeným pojezdem, ale s jinými odstíny. I tentokrát ji navrhl akademický malíř Vilém Kreibich a v návaznosti na starší „nulkové albatrosy“ se lokomotivám začalo přezdívat albatrosy „jedničkové“.
První lokomotiva 498.101 byla depem Praha střed (dříve Masarykovo) převzata 31. října téhož roku a po vykonání nezbytných zkoušek zařazena do provozu. Podobně jako výchozí řada 498.0, i tyto lokomotivy vykonávaly většinu zkušebních jízd na hlavní trati Praha – Česká Třebová, přičemž špičkových rychlostí kolem 135 km/h dosahovaly v úseku Pardubice – Choceň. Během následujících osmi měsíců bylo vyrobeno zbývajících 14 lokomotiv; poslední 498.115 převzal objednavatel 1. 7. 1955. Cena za jednu lokomotivu činila 841 000 Kčs, za nově vyrobený tendr řady 935.2 pak 283 200 Kčs (obojí po měnové reformě – například cena řady 498.0 činila ještě téměř 4 miliony Kčs včetně tendru). Všechny nové lokomotivy přebíralo nejprve depo Praha střed a teprve po zkouškách odešlo 7 kusů do depa Žilina; zbylých osm zůstalo v Praze.
Nové lokomotivy nastoupily do dopravy nejtěžších rychlíků na síti ČSD, jejichž hmotnosti nezřídka dosahovaly i více než 700 tun. Z Prahy vyjížděly především na vlacích do Bratislavy, kde zčásti nahradily řadu 498.0, v Žilině byly určeny pro rychlíky do Košic. Zde však pobyly pouze krátce a díky otevření části hlavní trati Žilina – Košice pro elektrický provoz odešly tři stroje do Přerova. Během dalších let se dislokace lokomotiv průběžně měnila, až se všech 15 vyrobených exemplářů sešlo v roce 1960 v RD Bratislava.

## Vrchol provozu

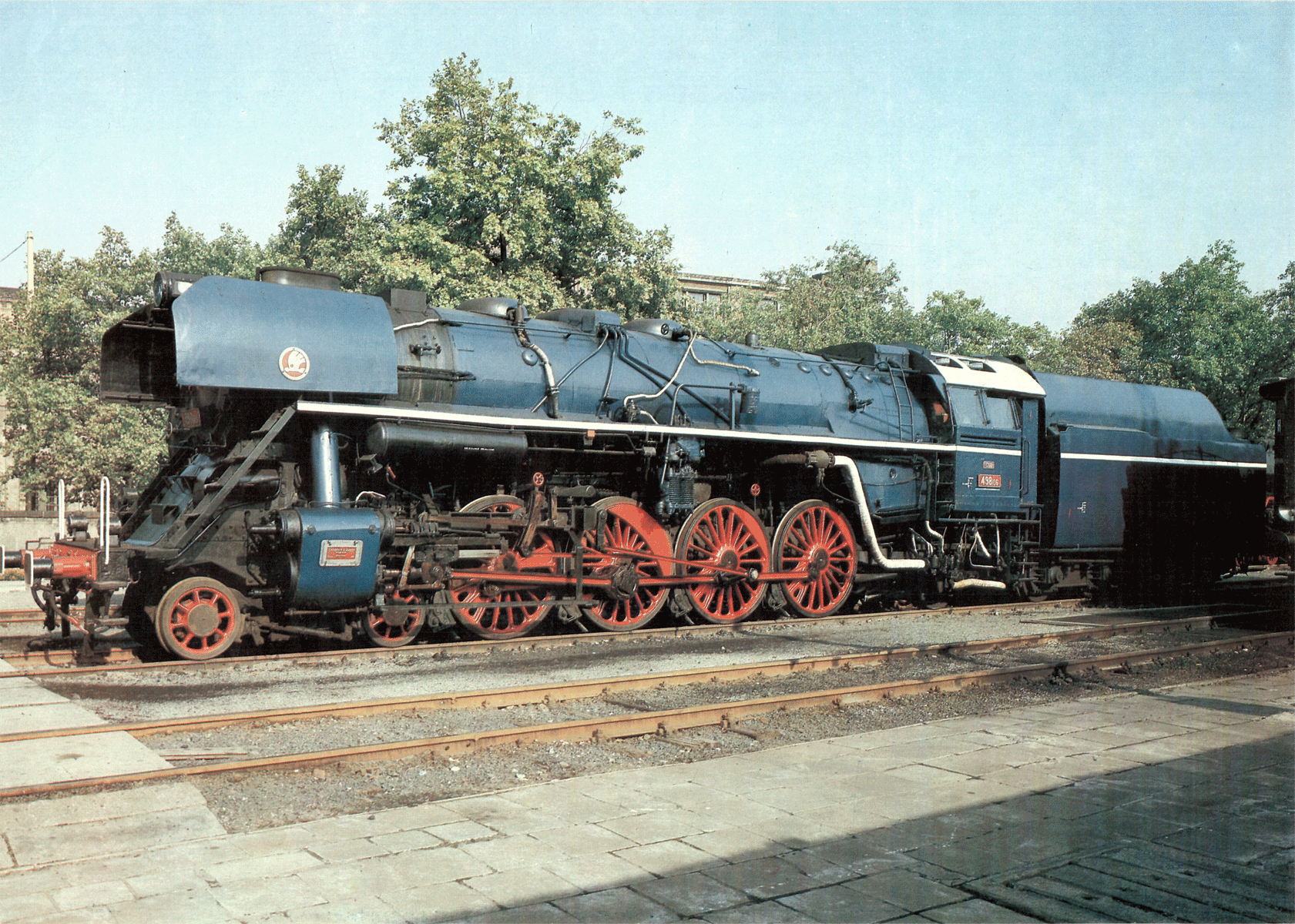
Boční pohled na lokomotivu

V Bratislavě byly lokomotivy nasazovány přednostně do dopravy mezinárodních rychlíků z Prahy přes Českou Třebovou a Brno až po maďarskou hranici, kam zajížděly do Komáromu a Štúrova. Postupující elektrifikace v Čechách jejich vozební rameno zkrátila až do České Třebové; zde přebíraly tyto vlaky od nových elektrických lokomotiv (řady E 499.0, E 499.1). Kromě osobních vlaků vozily po stejné trase také nákladní expresy, naložené především zbožím pro rychlé doručení a také poštovními zásilkami. Snaha využít nové lokomotivy maximálně efektivně vedla ke zvyšování proběhů a díky tomu denně najezdily v čelech vlaků až 700 km; za měsíc dosahovala čísla hodnot i přes 20 000 kilometrů.
Špičkové období provozu lokomotivy zažívaly po větší část šedesátých let; zavádění střídavé trakční soustavy ale způsobilo, že začaly zvolna přicházet o své výkony. V roce 1967 byl zahájen elektrický provoz v Bratislavě a během několika následujících let se elektrická trakce rozšířila na podstatnou část hlavního tahu z Brna až do Budapešti. Roku 1969 přišel zlom – na větší část rychlíků byly zaturnusovány nové „laminátky“ řad S 499.0 a 1 a řadě 498.1 zbyly pouze doplňkové výkony. Situaci částečně vyřešilo předání dvou strojů do depa Leopoldov, které je nasadilo na trati Bratislava – Púchov. Další stroje získala služebna v Nových Zámcích pro dopravu sezonních expresů Nord-Orient, Favorit nebo Bathory. Začínalo ale být jasné, že doba největší slávy „jedničkových albatrosů“ pomalu končí.

### Jízdy na zkušebním okruhu a rekordy

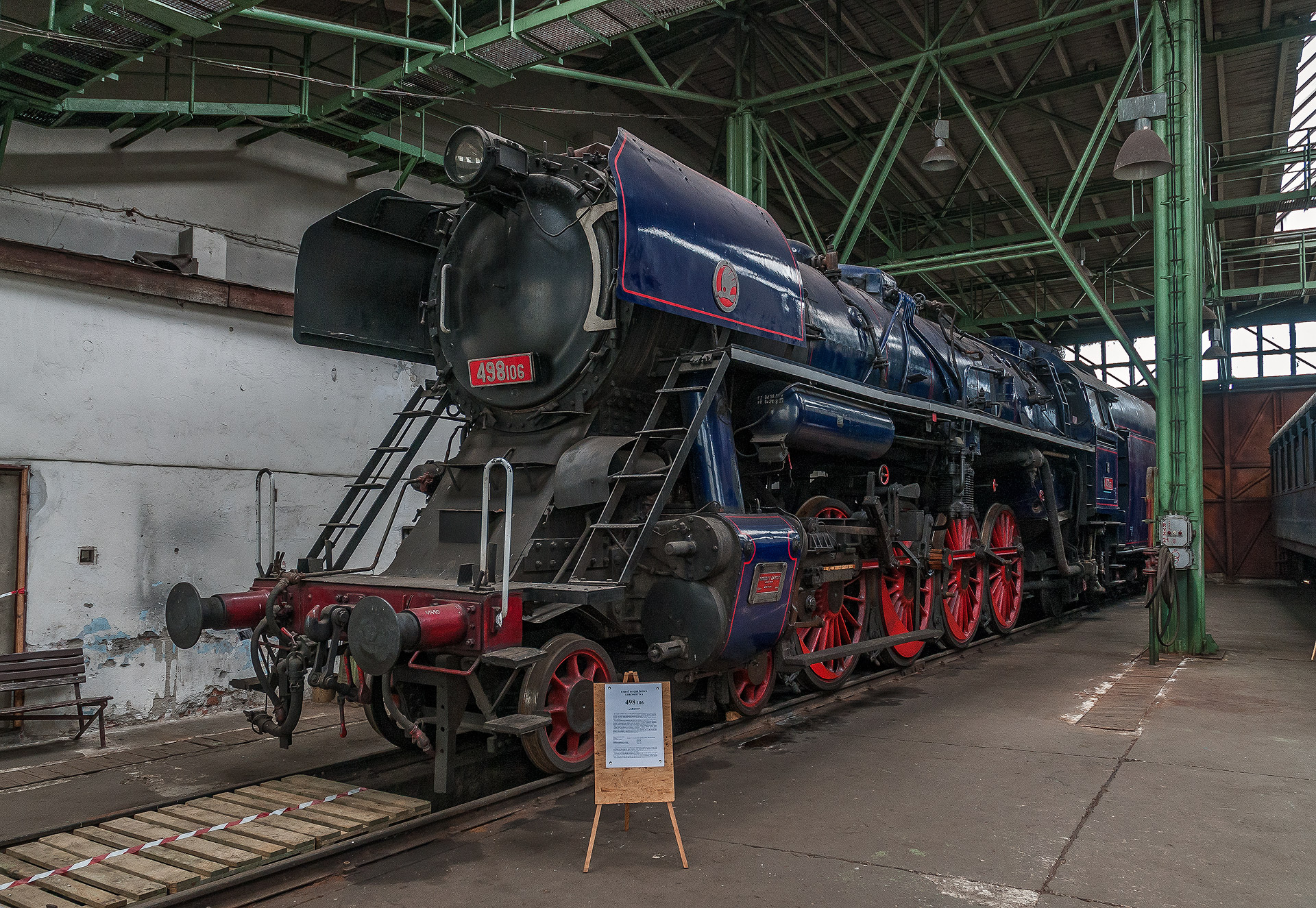
Stroj 498.106 v depozitáři NTM

Roku 1963 byl slavnostně otevřen nový železniční zkušební okruh v Cerhenicích, jenž měl sloužit jako základna pro zkoušky a vývoj nových typů lokomotiv i vozů. Neexistovaly však žádné lokomotivy, schopné dopravovat testované stroje vysokými rychlostmi. Jako nejvhodnější se jevila právě řada 498.1, která měla být schopna jezdit rychlostí okolo 140 km/h, a tak od února 1964 zapůjčovalo bratislavské depo vždy jeden stroj pro zkoušky. Během roku zde pobývaly 498.106 a 115, určené pro rychlostní testy nových rychlíkových vozů z vagónky v Győru. Oba stroje již v prvních týdnech testování překonaly metu 150 km/h a zkoušky pokračovaly i přes léto. 498.115 jela s 8 vozovou soupravou (340tun) rychlostí 151 km/h. Oficiální rekordní rychlosti 162 km/h dosáhla lokomotiva 498.106 dne 27. srpna, obsluhována strojvedoucím Róbertem Procházkou a topičem Miloslavem Houbou. Málo známou skutečností je, že při dalších jízdách s druhým strojem bylo 8. září dosaženo rychlosti přibližně 167–168 km/h, ale došlo k závadě a tato hodnota nebyla oficiálně potvrzena. Sám strojvedoucí Procházka později přiznal, že lokomotiva mohla sama atakovat i rychlost 175 km/h. Další zkoušky už však poté neproběhly, a tak nebyla tato cifra ověřena.
Vzhledem k faktu že průměr spřažených dvojkolí činí u řady 498.1 „pouze“ 1 830 mm, bylo díky těmto rychlostem dosaženo světově unikátní pístové rychlosti i vyšších otáček kol a lokomotivy tyto zkoušky přestály bez větších závad. Také nebyly na výkony na rozdíl od rekordních strojů typu lokomotivy Mallard nijak zvláštně připravovány, proto jsou naměřené hodnoty stále obdivuhodné.

## Poslední léta

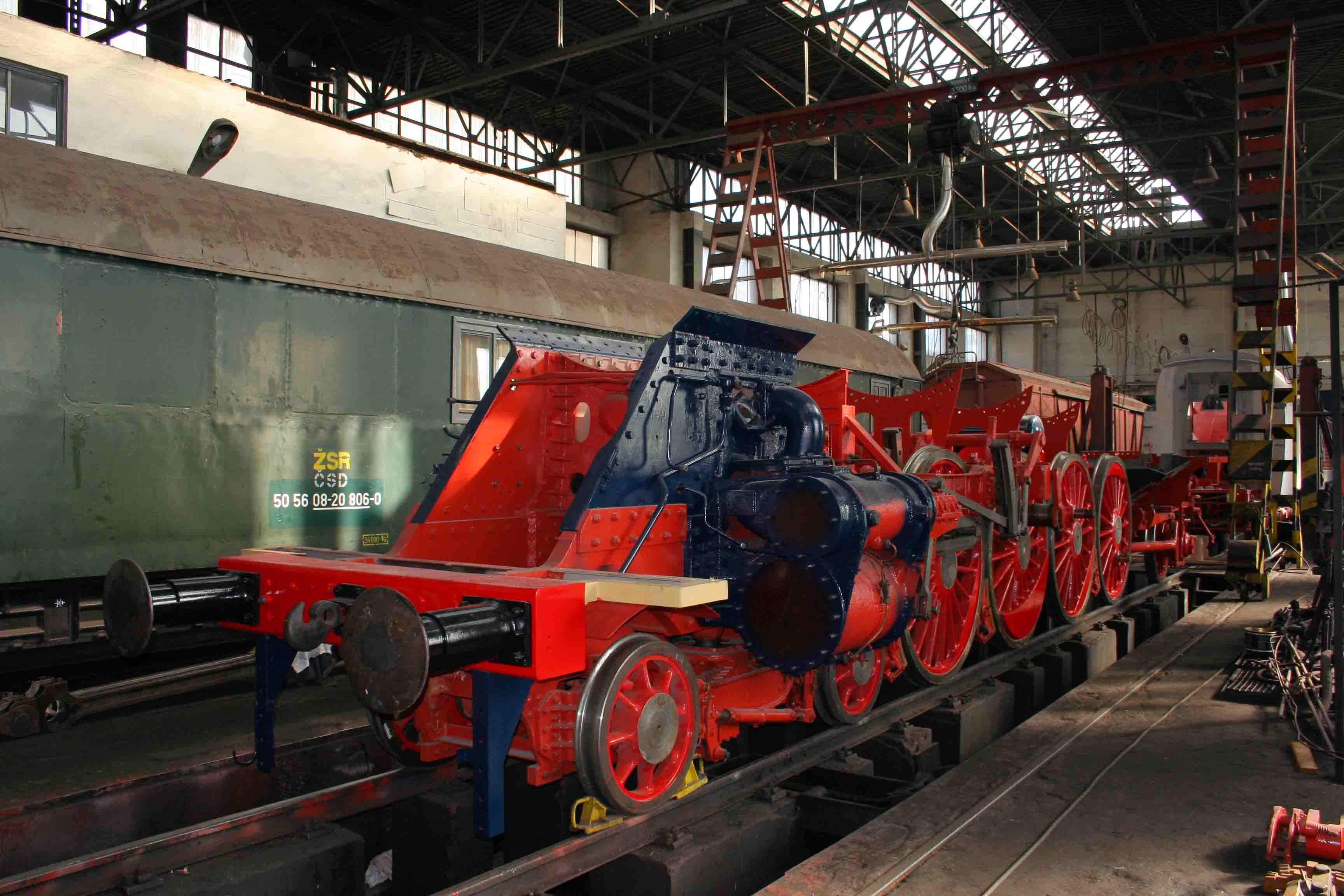
Pojezd lokomotivy 498.104 během opravy

Po odchodu z Bratislavy začaly i lokomotivy řady 498.1 přecházet na výkony, na které zpočátku nebyly vůbec určeny. První tři vyrobené lokomotivy byly na podzim 1970 předány do Plzně s určením pro pražskou a také domažlickou trať. Později je doplnily další stroje a společně vozily prestižní dálkové vlaky v čele s pařížským „Západním expresem“. I tato epizoda ale netrvala příliš dlouho. Díky dodávkám nových „brejlovců“ řady T 478.3 z ČKD přestala být i řada 498.1 potřebná a během roku 1973 byly všechny lokomotivy odstaveny. Část z nich skončila v kovošrotech nebo jako stabilní vytápěcí kotle, jen některé ještě zůstaly v záloze díky stále platným kotelním prohlídkám.
Úplný konec to však neznamenalo – díky vysoké poruchovosti motorových lokomotiv došla situace v létě 1974 do takového stavu, že bylo nutné některé plzeňské stroje opět oživit a nasadit do provozu. Během roku následujícího vystavovalo západočeské depo své stroje i na expres Norimberk – Praha právě místo „brejlovců“. Naposledy se tak stalo 5. července, kdy vlak Ex 459 vezl stroj 498.103. Shodou okolností právě tento stroj zůstal v Plzni jako jediný nasazovaný a na podzim byl předán do strojové stanice Domažlice pro vedení osobních vlaků na plzeňské trati. Svůj poslední rok si odsloužil zde a v polovině října 1976 byl definitivně odstaven. Stejně jako několik dalších lokomotiv ale ještě zrušen nebyl, v záloze zůstal až do roku 1979, na vlaku však už nevyjel. Poslední stroje řady 498.1 byly administrativně zrušeny v prosinci 1979.

## Zachované lokomotivy

### 498.106
Již od roku 1973 byla „rekordní“ lokomotiva 498.106 určena pro zachování jako provozní exponát Národního technického muzea. Po svém vyřazení z provozu byla proto odeslána do ŽOS České Velenice, kde postoupila hlavní opravu. Oprava byla dokončena na sklonku léta 1978 a poté byla lokomotiva ještě používána na osobních vlacích Brno – Přerov, aby se tak stala poslední parní lokomotivou v pravidelné službě. Muzeum lokomotivu převzalo v roce 1980 a byla stále deponována v Brně pro různé historické a výroční jízdy. V roce 2003 stroji propadla způsobilost kotle a byl proto odstaven. Později byl přesunut do depozitáře NTM v Chomutově, kde zůstává do současnosti.

### 498.104
Kromě této lokomotivy se podařilo zachránit i stroj 498.104, zrušený v březnu 1979 v Bratislavě. Následně putoval do sbírek Povážského muzea v Žilině a poté do nově vzniklého Múzejno – dokumentačného centra zpět do Bratislavy. Zde se jej po roce 1989 ujal místní Albatros klub a provedl náročnou opravu, vedoucí až ke zprovoznění. Od března 1994 byl veden jako provozní muzejní stroj. V letech 2005–2009 prošel po propadnutí kotle další opravou a byl opět prohlášen za provozuschopný. V depu Bratislava hlavné je deponován stále a používán k historickým jízdám a setkáním nejen na Slovensku, ale i v zahraničí.

### 498.112
Třetím a posledním přeživším strojem je lokomotiva 498.112. Po vyřazení roku 1978 skončila jako vytápěcí kotel na dole Antonín Uxa v Tlučné, odkud byla odkoupena jako zdroj náhradních dílů pro 498.106. V listopadu 2020 byla přepravena k renovaci do vystavovatelného stavu v České Lípě.